# John Gregory Kelly
John Gregory Kelly (Le Mars, 15 febbraio 1956) è un vescovo cattolico statunitense, dal 20 dicembre 2024 vescovo di Tyler.

## Biografia
John Gregory Kelly è nato a Le Mars, nell'Iowa, il 15 febbraio 1956 da John Dennis e Marilean Kelly.

### Formazione e ministero sacerdotale
Ha iniziato gli studi universitari all'Università statale del Colorado di Fort Collins. Sentendosi chiamato al presbiterato, ha lasciato l'ateneo per entrare nel seminario della Santissima Trinità di Irving. Ha conseguito il Bachelor of Arts in filosofia presso lo stesso seminario nel 1978 e il Master of Divinity presso l'Università di Dallas nel 1982.
Il 15 maggio 1982 è stato ordinato presbitero per la diocesi di Dallas nella chiesa del Sacro Cuore a Colorado Springs da Thomas Ambrose Tschoepe, vescovo di Dallas. In seguito è stato vicario parrocchiale della parrocchia di Tutti i Santi a Dallas dal 1982 al 1986; cappellano dell'Università di Dallas dal 1986 al 1996; direttore diocesano per le vocazioni dal 1995 al 1997; parroco della parrocchia di San Gabriele a McKinney dal 1996 al 2008; vicario episcopale per il clero dal 2008 al 2016 e rettore ad interim del seminario della Santissima Trinità di Irving nel 2014.
È stato anche membro del consiglio episcopale, del consiglio presbiterale e del collegio dei consultori.
Il 1º febbraio 2013 papa Benedetto XVI lo ha insignito del titolo onorifico di cappellano di Sua Santità.

### Ministero episcopale

Stemma di monsignor Kelly come vescovo ausiliare di Dallas.

Il 16 dicembre 2015 papa Francesco lo ha nominato vescovo ausiliare di Dallas e titolare di Jamestown. Ha ricevuto l'ordinazione episcopale l'11 febbraio successivo nella cattedrale santuario di Nostra Signora di Guadalupe a Dallas dal vescovo di Dallas Kevin Joseph Farrell, co-consacranti l'arcivescovo metropolita di Santa Fe Michael Jarboe Sheehan e il vescovo ausiliare di Dallas John Douglas Deshotel.
Ha prestato servizio come vicario generale e moderatore della curia dal 18 aprile 2016. Dal 15 agosto 2016 al 9 febbraio 2017 è stato amministratore apostolico della stessa diocesi.
Nel gennaio del 2020 ha compiuto la visita ad limina.
Il 20 dicembre 2024 papa Francesco lo ha nominato vescovo di Tyler. Ha preso possesso della diocesi il 24 febbraio successivo con una cerimonia tenutasi presso il W.T. Brookshire Center di Tyler.

## Genealogia episcopale
La genealogia episcopale è:
- Cardinale Scipione Rebiba
- Cardinale Giulio Antonio Santori
- Cardinale Girolamo Bernerio, O.P.
- Arcivescovo Galeazzo Sanvitale
- Cardinale Ludovico Ludovisi
- Cardinale Luigi Caetani
- Cardinale Ulderico Carpegna
- Cardinale Paluzzo Paluzzi Altieri degli Albertoni
- Papa Benedetto XIII
- Papa Benedetto XIV
- Papa Clemente XIII
- Cardinale Marcantonio Colonna
- Cardinale Giacinto Sigismondo Gerdil, B.
- Cardinale Giulio Maria della Somaglia
- Cardinale Carlo Odescalchi, S.I.
- Cardinale Costantino Patrizi Naro
- Cardinale Lucido Maria Parocchi
- Papa Pio X
- Papa Benedetto XV
- Papa Pio XII
- Cardinale Francis Joseph Spellman
- Cardinale Terence James Cooke
- Cardinale[15] Theodore Edgar McCarrick
- Cardinale Kevin Joseph Farrell
- Vescovo John Gregory Kelly